# Soaresia
Soaresia es un género monotípico de plantas fanerógamas perteneciente a la familia de las asteráceas. Su única especie, Soaresia velutina, es originaria de Brasil, donde se encuentra en la Amazonia y el Cerrado, distribuida por Rondonia, Mato Grosso, Goiás, Distrito Federal y Minas Gerais.

## Taxonomía
Soaresia velutina fue descrita por Carl Heinrich Bipontinus Schultz y publicado en Jahresbericht der Pollichia 20–21: 376. 1863.
Sinonimia
- Argyrophyllum ovali-ellipticum Pohl ex Baker
- Argyrophyllum ovato-ellipticum Pohl ex Baker
- Bipontia velutina (Sch.Bip.) S.F.Blake